# Anisy
Anisy település Franciaországban, Calvados megyében. Lakosainak száma 796 fő (2022. január 1.). Anisy Cairon, Cambes-en-Plaine, Mathieu, Thaon, Villons-les-Buissons és Colomby-Anguerny községekkel határos.

## Népesség
A település népességének változása:
| Lakosok száma | 290  | 388  | 520  | 652  | 691  | 712  | 730  | 738  | 742  | 796  |
|               | 1968 | 1982 | 1990 | 2006 | 2013 | 2015 | 2017 | 2019 | 2020 | 2022 |